# Diadasina singularis
Diadasina singularis är en biart som först beskrevs av Juan Brèthes 1910.  Diadasina singularis ingår i släktet Diadasina och familjen långtungebin. Inga underarter finns listade i Catalogue of Life.